# Canonieke graden theologie
Canonieke graden theologie worden verleend door een universiteit die daarvoor een goedkeuring en toestemming kreeg van de Congregatio de Institutione Catholica  in Rome.
De verschillende canonieke graden in de theologie zijn (in volgorde):
1. Baccalaureaat (Lat.: Sacrae Theologiae Baccalaureus - S.T.B.)
2. Licentiaat (Lat.: Sacrae Theologiae Licentiatus - S.T.L.)
3. Doctoraat (Lat.: Sacrae Theologiae Doctor - S.T.D.)
4. Magisteriaat (Lat.: Sacrae Theologiae Magister - S.T.M.)

In België zijn enkel de Katholieke Universiteit Leuven en de Université catholique de Louvain gemachtigd deze graden te verlenen.